# NGC 4787
NGC 4787 је лентикуларна галаксија у сазвежђу Береникина коса која се налази на NGC листи објеката дубоког неба.
Деклинација објекта је + 27° 4' 6" а ректасцензија 12h 54m 5,8s. Привидна величина (магнитуда) објекта NGC 4787 износи 14,6 а фотографска магнитуда 15,5. NGC 4787 је још познат и под ознакама UGC 8026, MCG 5-30-121, CGCG 159-111, CGCG 160-6, PGC 43875.